# Nati nel 1995/Dicembre
| Questa pagina contiene informazioni ricavate automaticamente dalle voci biografiche con l'ausilio del template Bio e di un bot. L'aggiornamento è periodico e automatico e ricostruisce completamente la pagina. Se manca una persona in questa lista, sei pregato di non aggiungerla, ma accertati piuttosto che la sua voce biografica contenga il template Bio e che i dati anagrafici siano correttamente compilati. Se il template Bio manca, inseriscilo tu stesso o, in alternativa, metti l'avviso {{tmp\|Bio}} che ne segnala la mancanza. Se i dati riportati sono sbagliati, correggi direttamente la voce biografica; le modifiche saranno visibili in questa lista entro pochi giorni. Per chiarimenti vedi il progetto biografie. La lista contiene solo le 369 persone che sono citate nell'enciclopedia e per le quali è stato implementato correttamente il template Bio. Pagina aggiornata al 10 ago 2025. |

- 1º dicembre - Alison Henrique Mira, calciatore brasiliano
- 1º dicembre - Sammy Basso, attivista italiano († 2024)
- 1º dicembre - Eva Boto, cantante slovena
- 1º dicembre - Chiara Di Marziantonio, tiratrice a volo italiana
- 1º dicembre - Jenna Fife, calciatrice scozzese
- 1º dicembre - Maelle Frascari, velista italiana
- 1º dicembre - Steven Hallworth, giocatore di snooker inglese
- 1º dicembre - Natalia Kuikka, calciatrice finlandese
- 1º dicembre - Kristijan Lovrić, calciatore croato
- 1º dicembre - Victor Ntweng, ostacolista e velocista botswano
- 1º dicembre - Dominic Siegel, giocatore di football americano tedesco
- 1º dicembre - James Wilson, calciatore inglese
- 2 dicembre - Kwame Awuah, calciatore canadese
- 2 dicembre - Jhow Benavídez, calciatore honduregno
- 2 dicembre - Daniel Carrillo, calciatore venezuelano
- 2 dicembre - Kevin DeCoste, attore statunitense
- 2 dicembre - Uladzislaŭ Hančaroŭ, ginnasta bielorusso
- 2 dicembre - Ricky He, attore canadese
- 2 dicembre - Gyrano Kerk, calciatore olandese
- 2 dicembre - Mickel Miller, calciatore inglese
- 2 dicembre - Inori Minase, doppiatrice e cantante giapponese
- 2 dicembre - André Moreira, calciatore portoghese
- 2 dicembre - Ana Peleteiro, triplista spagnola
- 2 dicembre - Kalvin Phillips, calciatore inglese
- 2 dicembre - Divan, cantante cubano
- 2 dicembre - Nikola Vasilj, calciatore bosniaco
- 2 dicembre - Simone Velasco, ciclista su strada italiano
- 2 dicembre - Mikołaj Witliński, cestista polacco
- 2 dicembre - Torin Yater-Wallace, ex sciatore freestyle statunitense
- 2 dicembre - Ľubomír Šatka, calciatore slovacco
- 3 dicembre - Samuel Adegbenro, calciatore nigeriano
- 3 dicembre - Angèle, cantante, compositrice e pianista belga
- 3 dicembre - Franco Atchou, calciatore togolese
- 3 dicembre - Ludwig Cassman, ex sciatore alpino svedese
- 3 dicembre - Raoul Coulon, calciatore vanuatuano
- 3 dicembre - Amanze Egekeze, cestista statunitense
- 3 dicembre - Gianluca Grasso, pallavolista e dirigente sportivo brasiliano
- 3 dicembre - Ellen Noble, ciclocrossista e mountain biker statunitense
- 3 dicembre - Srđan Plavšić, calciatore serbo
- 3 dicembre - Alessandro Porcelli, pallavolista italiano
- 3 dicembre - Madison Rigdon, pallavolista statunitense
- 3 dicembre - Aïcha Sidibé, cestista senegalese
- 3 dicembre - Christian Sørum, giocatore di beach volley norvegese
- 3 dicembre - Marco Tadé, sciatore freestyle svizzero
- 3 dicembre - Timon Wellenreuther, calciatore tedesco
- 4 dicembre - Uche Agbo, calciatore nigeriano
- 4 dicembre - Dina Asher-Smith, velocista britannica
- 4 dicembre - Déborah Lukumuena, attrice francese
- 4 dicembre - Montae Nicholson, giocatore di football americano statunitense
- 4 dicembre - Paola Padovan, giavellottista italiana
- 4 dicembre - Salam Ranjan Singh, calciatore indiano
- 5 dicembre - Timothy Castagne, calciatore belga
- 5 dicembre - Amit Gershon, cestista israeliano
- 5 dicembre - Michal Klec, calciatore slovacco
- 5 dicembre - Anthony Martial, calciatore francese
- 5 dicembre - Kristoffer Ødemarksbakken, calciatore norvegese
- 5 dicembre - Kaetlyn Osmond, ex pattinatrice artistica su ghiaccio canadese
- 5 dicembre - Taz Skylar, attore britannico
- 5 dicembre - Alexander Sørloth, calciatore norvegese
- 5 dicembre - B.J. Stith, ex cestista statunitense
- 5 dicembre - Buse Tosun, lottatrice turca
- 6 dicembre - Michail Akimenko, altista russo
- 6 dicembre - A Boogie wit da Hoodie, rapper, cantante e cantautore statunitense
- 6 dicembre - Marcin Cebula, calciatore polacco
- 6 dicembre - Tai Verdes, cantautore statunitense
- 6 dicembre - Enrico D'Aniello, canottiere italiano
- 6 dicembre - Clarince Djaldi-Tabdi, cestista francese
- 6 dicembre - Eirin Linnea Engeset, ex sciatrice alpina norvegese
- 6 dicembre - Molly Gordon, attrice statunitense
- 6 dicembre - Ignacio Jeraldino, calciatore cileno
- 6 dicembre - Kokoro Kageura, judoka giapponese
- 6 dicembre - Kiara Leslie, cestista statunitense
- 6 dicembre - Rashed Mohammed, calciatore emiratino
- 6 dicembre - Tega Odele, velocista nigeriano
- 6 dicembre - Luca Presta, pallavolista italiano
- 6 dicembre - Shinnosuke Tokuda, pallamanista giapponese
- 7 dicembre - Leandro Contín, calciatore argentino
- 7 dicembre - Enzo Díaz, calciatore argentino
- 7 dicembre - Niclas Eliasson, calciatore svedese
- 7 dicembre - Jody Fortson, giocatore di football americano statunitense
- 7 dicembre - Werkuha Getachew, siepista e mezzofondista etiope
- 7 dicembre - Santi Mina, calciatore spagnolo
- 7 dicembre - Joaquín Montecinos, calciatore cileno
- 7 dicembre - Demetre Rivers, cestista statunitense
- 7 dicembre - Julio César Rodríguez López, calciatore spagnolo
- 7 dicembre - Patrick Roest, pattinatore di velocità su ghiaccio olandese
- 7 dicembre - Imani Tate, cestista statunitense
- 7 dicembre - Takahiro Tsuruda, lottatore giapponese
- 8 dicembre - Brayon Blake, cestista statunitense
- 8 dicembre - Ángel Claudino, giocatore di calcio a 5 argentino
- 8 dicembre - Racine Coly, calciatore senegalese
- 8 dicembre - Thatcher Demko, hockeista su ghiaccio statunitense
- 8 dicembre - Wissem Harzi, ginnasta tunisino
- 8 dicembre - Jordon Ibe, calciatore inglese
- 8 dicembre - Christian Savio, calciatore brasiliano
- 8 dicembre - Abdellatif Mohamed, lottatore egiziano
- 8 dicembre - Álex Rins, pilota motociclistico spagnolo
- 8 dicembre - Raphael Sallinger, calciatore austriaco
- 9 dicembre - Ján Andrej Cully, ex ciclista su strada slovacco
- 9 dicembre - Gage Davis, cestista statunitense
- 9 dicembre - Simone Fontecchio, cestista italiano
- 9 dicembre - McKayla Maroney, ex ginnasta statunitense
- 9 dicembre - Sam McDaniel, cestista australiano
- 9 dicembre - Kelly Oubre, cestista statunitense
- 9 dicembre - Sean Smith, cestista spagnolo
- 9 dicembre - Paulius Valinskas, cestista lituano
- 10 dicembre - Fredrik Aursnes, calciatore norvegese
- 10 dicembre - Xavier Crawford, giocatore di football americano statunitense
- 10 dicembre - Matheus Cuello, ex calciatore uruguaiano
- 10 dicembre - Stepan Dimitrov, taekwondoka moldavo
- 10 dicembre - Yacoub Sidi Ethmane, calciatore mauritano
- 10 dicembre - Tacko Fall, cestista senegalese
- 10 dicembre - Lennard Freeman, cestista statunitense
- 10 dicembre - Distria Krasniqi, judoka kosovara
- 10 dicembre - Vincent Onovo, calciatore nigeriano
- 10 dicembre - Attila Osváth, calciatore ungherese
- 10 dicembre - Chiara Scacchetti, pallavolista italiana
- 10 dicembre - Satnam Singh, wrestler e ex cestista indiano
- 10 dicembre - Marc Stendera, calciatore tedesco
- 10 dicembre - Elías Umeres, calciatore argentino
- 11 dicembre - Jalen Adams, cestista statunitense
- 11 dicembre - Abbi Grant, calciatrice scozzese
- 11 dicembre - Ibán Salvador Edú, calciatore spagnolo
- 11 dicembre - Yūki Ishikawa, pallavolista giapponese
- 11 dicembre - Julija Kanakina, skeletonista russa
- 11 dicembre - Allen Lazard, giocatore di football americano statunitense
- 11 dicembre - Jacob Martin, giocatore di football americano statunitense
- 11 dicembre - Luis Martínez, nuotatore guatemalteco
- 11 dicembre - Laura Müller, velocista tedesca
- 11 dicembre - Jerell Sellars, calciatore inglese
- 11 dicembre - Natal'ja Soboleva, snowboarder russa
- 11 dicembre - Martin Valjent, calciatore slovacco
- 12 dicembre - Matthew Adams, giocatore di football americano statunitense
- 12 dicembre - Vivien Beil, calciatrice tedesca
- 12 dicembre - Aleksandar Boljević, calciatore montenegrino
- 12 dicembre - Abdy Bäşimow, calciatore turkmeno
- 12 dicembre - Alessandro Capello, calciatore italiano
- 12 dicembre - Robbie Crawford, calciatore scozzese
- 12 dicembre - Santiago Danani, pallavolista argentino
- 12 dicembre - Samuel Gaze, mountain biker e ciclista su strada neozelandese
- 12 dicembre - Saquan Hampton, giocatore di football americano statunitense
- 12 dicembre - David Kinsombi, calciatore tedesco
- 12 dicembre - Judith Korir, maratoneta keniota
- 12 dicembre - Ruslan Kudziev, giocatore di calcio a 5 russo
- 12 dicembre - Liu Fangzhou, tennista cinese
- 12 dicembre - Andrew Mackiewicz, schermidore statunitense
- 12 dicembre - Kingsley Madu, calciatore nigeriano
- 12 dicembre - Marie Mané, cestista francese
- 12 dicembre - Inácio Miguel, calciatore portoghese
- 12 dicembre - Mark O'Hara, calciatore scozzese
- 12 dicembre - Nick Weiler-Babb, cestista statunitense
- 13 dicembre - Luis Argudo, ex calciatore statunitense
- 13 dicembre - Alexis Arias, calciatore peruviano
- 13 dicembre - Tolulope Arotile, militare nigeriana († 2020)
- 13 dicembre - Zsombor Berecz, calciatore ungherese
- 13 dicembre - Emma Corrin, attrice britannica
- 13 dicembre - Marvin Friedrich, calciatore tedesco
- 13 dicembre - Aslı Kalaç, pallavolista turca
- 13 dicembre - Andrij Kucharuk, calciatore ucraino
- 13 dicembre - Lin Yu-ting, pugile taiwanese
- 13 dicembre - Noh Do-hee, pattinatrice di short track sudcoreana
- 13 dicembre - Khefil Osseni, giocatore di football americano francese
- 13 dicembre - Achilleas Pouggouras, calciatore greco
- 13 dicembre - Sandra Robatscher, slittinista italiana
- 14 dicembre - Julija Belokobyl'skaja, ex ginnasta russa
- 14 dicembre - Jaylon Ferguson, giocatore di football americano statunitense († 2022)
- 14 dicembre - Paweł Halaba, pallavolista polacco
- 14 dicembre - Calvyn Justus, nuotatore e modello sudafricano
- 14 dicembre - Álvaro Odriozola, calciatore spagnolo
- 14 dicembre - José David Ramírez, calciatore messicano
- 14 dicembre - Robert Spillane, giocatore di football americano statunitense
- 15 dicembre - Alberto Abalde, cestista spagnolo
- 15 dicembre - Patrick Bachmann, giocatore di football americano svizzero
- 15 dicembre - Mohamed Amine Ben Hamida, calciatore tunisino
- 15 dicembre - Justin Gray, cestista statunitense
- 15 dicembre - Josh Harrop, calciatore inglese
- 15 dicembre - Andranik Karapetyan, sollevatore armeno
- 15 dicembre - Yoshihide Kiryū, velocista giapponese
- 15 dicembre - A.J. Moore, giocatore di football americano statunitense
- 15 dicembre - Jahlil Okafor, cestista statunitense
- 15 dicembre - Tre'Shawn Thurman, cestista statunitense
- 16 dicembre - Mihai Căpățînă, calciatore rumeno
- 16 dicembre - Gabe DeVoe, cestista statunitense
- 16 dicembre - Tyronne Ebuehi, calciatore olandese
- 16 dicembre - Ryan Gauld, calciatore scozzese
- 16 dicembre - Mostafa Amr Hassan, pesista egiziano
- 16 dicembre - Jeong Hae-rim, snowboarder sudcoreana
- 16 dicembre - Carlton Morris, calciatore inglese
- 16 dicembre - Teana Muldrow, cestista statunitense
- 17 dicembre - Austin Corbett, giocatore di football americano statunitense
- 17 dicembre - Emily Escobedo, nuotatrice statunitense
- 17 dicembre - Răzvan Horj, calciatore rumeno
- 17 dicembre - Fleur Jong, atleta paralimpica olandese
- 17 dicembre - Fatjon Jusufi, calciatore macedone
- 17 dicembre - Alina Litvinenko, calciatrice kirghisa
- 17 dicembre - Tkay Maidza, cantante e rapper zimbabwese
- 17 dicembre - Peter Pearson, calciatore santaluciano
- 17 dicembre - Jack Wolfe, attore britannico
- 17 dicembre - Guerschon Yabusele, cestista francese
- 18 dicembre - Curtis Bolton, giocatore di football americano statunitense
- 18 dicembre - Camille Chat, rugbista a 15 francese
- 18 dicembre - Ken'ichirō Fumita, lottatore giapponese
- 18 dicembre - Paul Gravet, cestista francese
- 18 dicembre - Lamin Jallow, calciatore gambiano
- 18 dicembre - Brionna Jones, cestista statunitense
- 18 dicembre - Barbora Krejčíková, tennista ceca
- 18 dicembre - Marcus Maier, calciatore austriaco
- 18 dicembre - Nelli Matula, cantante finlandese
- 18 dicembre - Alfio Oviedo, calciatore paraguaiano
- 18 dicembre - Mads Pedersen, ciclista su strada danese
- 18 dicembre - Breeland Speaks, giocatore di football americano statunitense
- 18 dicembre - Theo Valls, calciatore francese
- 18 dicembre - Will Vorhees, cestista statunitense
- 18 dicembre - Finnia Wunram, nuotatrice tedesca
- 18 dicembre - Andrea Čukanov, calciatore russo
- 19 dicembre - Maria Grazia Balbi, calciatrice italiana
- 19 dicembre - Josh Brownhill, calciatore inglese
- 19 dicembre - David Efianayi, cestista statunitense
- 19 dicembre - Will Harris, giocatore di football americano statunitense
- 19 dicembre - Brandur Hendriksson Olsen, calciatore faroese
- 19 dicembre - John Johnson, giocatore di football americano statunitense
- 19 dicembre - Vic Law, cestista statunitense
- 19 dicembre - Nikola Maraš, calciatore serbo
- 19 dicembre - Matt Nelson, giocatore di football americano statunitense
- 19 dicembre - Dominique Ohaco, sciatrice freestyle cilena
- 19 dicembre - Iqraam Rayners, calciatore sudafricano
- 19 dicembre - Máté Sajbán, calciatore ungherese
- 19 dicembre - Blair Spittal, calciatore scozzese
- 19 dicembre - Martin Srabotnik, canoista sloveno
- 19 dicembre - Guido Verdún, calciatore paraguaiano
- 19 dicembre - Annemarie Worst, ciclocrossista, ciclista su strada e mountain biker olandese
- 20 dicembre - Gustave Akueson, calciatore francese
- 20 dicembre - Irama, cantautore italiano
- 20 dicembre - Frankie Ferrari, ex cestista e allenatore di pallacanestro statunitense
- 20 dicembre - Miguel Ângelo Gomes da Silva, calciatore portoghese
- 20 dicembre - Dominic Hyam, calciatore scozzese
- 20 dicembre - Isaiah Johnson, giocatore di football americano statunitense
- 20 dicembre - Umut Meraş, calciatore turco
- 20 dicembre - Anžejs Pasečņiks, cestista lettone
- 20 dicembre - Junior Pius, calciatore nigeriano
- 20 dicembre - Blake Roman, attore e doppiatore statunitense
- 20 dicembre - Nandha Kumar Sekar, calciatore indiano
- 20 dicembre - Christian Wilkins, giocatore di football americano statunitense
- 20 dicembre - Žiga Zatežič, ex cestista sloveno
- 20 dicembre - Feliks Zemdegs, speedcuber australiano
- 21 dicembre - Pietro Ceccaroni, calciatore italiano
- 21 dicembre - Randon Grüninger, cestista svizzero
- 21 dicembre - B.J. Johnson, cestista statunitense
- 21 dicembre - Bobby, rapper, cantante e cantautore sudcoreano
- 21 dicembre - Brandon Ormonde-Ottewill, calciatore inglese
- 21 dicembre - Ignacio Pussetto, calciatore argentino
- 21 dicembre - Hunter Renfrow, giocatore di football americano statunitense
- 21 dicembre - Michael Ruben Rinaldi, pilota motociclistico italiano
- 21 dicembre - Nicholi Rogatkin, mountain biker e ciclista di BMX statunitense
- 21 dicembre - Malik Taylor, giocatore di football americano statunitense
- 21 dicembre - Tengiz Ts'ikaridze, calciatore georgiano
- 21 dicembre - Tobias Windingstad, ex sciatore alpino norvegese
- 21 dicembre - Miha Šimenc, fondista sloveno
- 22 dicembre - Kalen Ballage, giocatore di football americano statunitense
- 22 dicembre - Bura Nogueira, calciatore guineense
- 22 dicembre - Daurice Fountain, giocatore di football americano statunitense
- 22 dicembre - Paris Henken, velista statunitense
- 22 dicembre - Payton Henson, cestista statunitense
- 22 dicembre - Avtandil Kentchadze, lottatore georgiano
- 22 dicembre - Miloš Milović, calciatore montenegrino
- 22 dicembre - Brenden Sander, pallavolista statunitense
- 22 dicembre - Benjamin Schulte, nuotatore statunitense
- 22 dicembre - Paul Veritas, giocatore di football americano francese
- 23 dicembre - Scott Deroue, pilota motociclistico olandese
- 23 dicembre - Noelle Maritz, calciatrice svizzera
- 23 dicembre - Eden, musicista e cantante irlandese
- 23 dicembre - Christophe Ponsson, pilota motociclistico francese
- 23 dicembre - Spencer Reaves, cestista statunitense
- 23 dicembre - Braian Samudio, calciatore paraguaiano
- 23 dicembre - Johnathan Stove, cestista statunitense
- 24 dicembre - Amrou Bouallegue, cestista tunisino
- 24 dicembre - Maximilian Dörnbach, pistard tedesco
- 24 dicembre - Lynden Gooch, calciatore statunitense
- 24 dicembre - Ylldren Ibrahimaj, calciatore norvegese
- 24 dicembre - Anett Kontaveit, ex tennista estone
- 24 dicembre - Jan Kozamernik, pallavolista sloveno
- 24 dicembre - Chima Moneke, cestista nigeriano
- 24 dicembre - Ryan Neal, giocatore di football americano statunitense
- 24 dicembre - Fabrice Ondoa, calciatore camerunese
- 24 dicembre - Sada Atsushi, goista giapponese
- 24 dicembre - Nen Sothearath, calciatore cambogiano
- 25 dicembre - Caterina Bargi, calciatrice italiana
- 25 dicembre - Andy Díaz, triplista cubano
- 25 dicembre - Charles Fernandez, pentatleta guatemalteco
- 25 dicembre - Anna Lena Klenke, attrice tedesca
- 25 dicembre - Brandon Tabb, cestista statunitense
- 25 dicembre - Nimo, rapper tedesco
- 26 dicembre - Ahmed El Meziati, judoka marocchino
- 26 dicembre - Elisa Ercoli, cestista italiana
- 26 dicembre - Charles Galliou, cestista francese
- 26 dicembre - Gazini Ganados, modella filippina
- 26 dicembre - Imanol García, calciatore spagnolo
- 26 dicembre - Elgton Jenkins, giocatore di football americano statunitense
- 26 dicembre - Miguel Parrales, calciatore ecuadoriano
- 26 dicembre - Beatrice Parrocchiale, pallavolista italiana
- 26 dicembre - Lola Petticrew, attrice nordirlandese
- 26 dicembre - Juninho, calciatore brasiliano
- 26 dicembre - Florian Schieder, sciatore alpino italiano
- 26 dicembre - Lorenzo Vavassori, attore italiano
- 27 dicembre - Bjarni Mark Antonsson, calciatore islandese
- 27 dicembre - David Browne, calciatore papuano
- 27 dicembre - James Cahill, giocatore di snooker inglese
- 27 dicembre - Antonio Callaway, giocatore di football americano statunitense
- 27 dicembre - Timothée Chalamet, attore statunitense
- 27 dicembre - Nick Chubb, giocatore di football americano statunitense
- 27 dicembre - Carlos Cuevas, attore spagnolo
- 27 dicembre - Jackie Galloway, taekwondoka statunitense
- 27 dicembre - Arlind Kalaja, calciatore albanese
- 27 dicembre - Artur Miranyan, calciatore armeno
- 27 dicembre - Ghislain Konan, calciatore ivoriano
- 27 dicembre - Rodrigo Rivero, calciatore uruguaiano
- 27 dicembre - Gonzalo Rizzo, calciatore uruguaiano
- 27 dicembre - Memo Rodríguez, calciatore statunitense
- 28 dicembre - Brittany Abercrombie, pallavolista statunitense
- 28 dicembre - Drissa Ballo, cestista maliano
- 28 dicembre - Dylan Cease, giocatore di baseball statunitense
- 28 dicembre - Bafodé Dansoko, calciatore guineano
- 28 dicembre - Marc Grau, hockeista su pista spagnolo
- 28 dicembre - Yiğit Gülmezoğlu, pallavolista turco
- 28 dicembre - Mauricio Lemos, calciatore uruguaiano
- 28 dicembre - Marcos Lopes, calciatore brasiliano
- 28 dicembre - Adem Mekić, cestista macedone
- 28 dicembre - Nahitan Nández, calciatore uruguaiano
- 28 dicembre - Brodie Seger, sciatore alpino canadese
- 28 dicembre - Mama Séïbou, calciatore beninese
- 28 dicembre - Joe Wildsmith, calciatore inglese
- 28 dicembre - Kevin Wright, calciatore sierraleonese
- 29 dicembre - Nicole Colombi, marciatrice italiana
- 29 dicembre - Myles Garrett, giocatore di football americano statunitense
- 29 dicembre - Phoutthasay Khochalern, calciatore laotiano
- 29 dicembre - Ogana Louis, calciatore nigeriano
- 29 dicembre - Ross Lynch, attore, cantautore e musicista statunitense
- 29 dicembre - Leandro Maciel, calciatore argentino
- 29 dicembre - Kirill Prigoda, nuotatore russo
- 29 dicembre - Yannick Semedo, calciatore capoverdiano
- 29 dicembre - Britt Vanhamel, calciatrice belga
- 29 dicembre - Fabrice Yao, calciatore ivoriano
- 29 dicembre - Christian Zillekens, pentatleta tedesco
- 30 dicembre - Valentin Chauvin, fondista francese
- 30 dicembre - Gonzalo Di Renzo, calciatore argentino
- 30 dicembre - Dominic Fike, cantautore e attore statunitense
- 30 dicembre - Demone Harris, giocatore di football americano statunitense
- 30 dicembre - V, cantante sudcoreano
- 30 dicembre - Blake Mohler, pallavolista statunitense
- 30 dicembre - Andreas Schuler, saltatore con gli sci svizzero
- 30 dicembre - Ben Stevenson, pallanuotista statunitense
- 30 dicembre - Modestas Vorobjovas, calciatore lituano
- 30 dicembre - Ollie Watkins, calciatore inglese
- 30 dicembre - Dmytro Šastal, calciatore ucraino
- 30 dicembre - Igor' Šestërkin, hockeista su ghiaccio russo
- 31 dicembre - Jordan Barnett, cestista statunitense
- 31 dicembre - Phil Booth, cestista statunitense
- 31 dicembre - Gabrielle Douglas, ex ginnasta statunitense
- 31 dicembre - Chika Hirao, calciatrice giapponese
- 31 dicembre - Michael Piccolruaz, arrampicatore italiano
- 31 dicembre - Joher Rassoul, calciatore senegalese
- 31 dicembre - Giorgia Rebora, boccista italiana
- 31 dicembre - Bienvenu Sawadogo, ostacolista, velocista e triplista burkinabé
- 31 dicembre - Léo Sena, calciatore brasiliano
- 31 dicembre - Ty Summers, giocatore di football americano statunitense
- 31 dicembre - Edmond Sumner, cestista statunitense
- 31 dicembre - Teez Tabor, giocatore di football americano statunitense
- 31 dicembre - Boubacar Touré, cestista senegalese
- 31 dicembre - Muhsin Yaşar, cestista turco